# Kathleen Dyer
Kathleen Dyer (geb. Tilley; * 8. November 1914; Todesdatum unbekannt) war eine britische Leichtathletin.
Bei den Europameisterschaften 1938 in Wien wurde sie Zehnte im Diskuswurf und Zwölfte im Kugelstoßen.
1946 wurde sie bei den Europameisterschaften in Oslo Achte im Diskuswurf und Zehnte im Kugelstoßen. Im Weitsprung und im Speerwurf schied sie in der Qualifikation aus.
Fünfmal wurde sie Englische Meisterin im Kugelstoßen (1934, 1935, 1937, 1945, 1946) und einmal im Diskuswurf (1945).

## Persönliche Bestleistungen
- Kugelstoßen: 10,99 m, 1. Juli 1939, Mitcham
- Diskuswurf: 33,34 m, 22. Juli 1939, London